# Petros Manulidis
Petros Manulidis (gr. Πέτρος Μανουηλίδης;ur. 9 czerwca 1984) – grecki zapaśnik walczący w stylu klasycznym. Zajął 24 miejsce na mistrzostwach świata w 2011. Osiemnasty na mistrzostwach Europy w 2010 i 2020. Dwudziesty piąty na igrzyskach europejskich w 2015. Brązowy medalista wojskowych MŚ z 2018. Piąty na igrzyskach śródziemnomorskich w 2013. Wicemistrz śródziemnomorski w 2010 roku.